# Legiony (powieść)
Legiony – nieukończona powieść historyczna Henryka Sienkiewicza, której akcja toczy się w czasach wojen napoleońskich. Powieść publikowana była na łamach „Tygodnika Illustrowanego” od 6 grudnia 1913 roku do 1 sierpnia 1914 roku. Pierwsze wydanie książkowe nastąpiło w 1918 roku.

## Treść
Akcja rozpoczyna się na ziemiach polskich zaboru pruskiego. Dwóch przyjaciół, Marek Kwiatkowski i Stanisław Cywiński, postanawia zaciągnąć się do polskich legionów, które tworzą się we Włoszech i walczą u boku Napoleona Bonapartego przeciwko Austrii. Autor przedstawia sytuację społeczno-polityczno-obyczajową na ziemiach polskich pod zaborem pruskim. Czytelnik obserwuje życie codzienne różnych grup społecznych, ich stosunek do władz zaborczych, a także ich poglądy na sprawy narodowe. W dalszej części powieść ukazuje sytuację polskich legionistów we Włoszech po zawarciu pokoju w Campo Formio (1797) pomiędzy Republiką Francuską a monarchią Habsburgów.
Wśród drugoplanowych bohaterów powieści są postacie autentyczne, m.in. arcybiskup gnieźnieński Ignacy Krasicki oraz Ignacy Chodźkiewicz, polski awanturnik i szuler z przełomu XVIII i XIX wieku (występuje pod nazwiskiem „Chadzkiewicz”), przedstawiony jako wpływowy członek masonerii.